# صد رمان برتر به انتخاب مادرن لایبرری
فهرستی از بهترین رمان‌های انگلیسی زبان در قرن بیستم است که توسط کتابخانه مدرن آمریکا انتخاب شده‌است. کتابخانه مدرن که یک انتشاراتی مستقل آمریکایی است، در بهار سال ۱۹۹۸ از هیئت تحریریه خود برای تعیین ۱۰۰ رمان برتر قرن بیستم رای‌گیری کرد. هیئت تحریریه شامل: دانیل بورستین، آ.اس. بایت، کریستوفر سرف، شیلبی فوت، وارطان گرگوری، ادموند موریس، جان ریچاردسن، آرتور شلسینگر جونیور، ویلیام استیرون و گور ویدال بود.
در این فهرست رمان اولیس اثر جیمز جویس در صدر و پس از آن گتسبی بزرگ و چهرهٔ مرد هنرمند در جوانی در رده‌های دوم و سوم قرار گرفتند. جدیدترین رمان در فهرست آیرن‌وید نوشته ویلیام کندی و قدیمی‌ترین کتاب‌ها خواهر کری (۱۹۰۰) اثر تئودور درایزر و لرد جیم (۱۹۰۰) اثر جوزف کنراد است.
فهرست جداگانه‌ای از صد اثر غیرداستانی قرن بیستم در همان سال تهیه شد و همچنین فهرستی از صد رمان منتخب خوانندگان نیز در سال ۱۹۹۹ منتشر شد.
از این فهرست انتقاداتی مبنی بر کم بودن رمان‌های نوشته شده توسط زنان و همچنین محدود بودن رمان‌ها به کشورهای شمال آمریکا و اروپا مطرح شده‌است. به علاوه به ادعای عده‌ای این فهرست حیله‌ای برای فروش بوده، چون اغلب عناوین در فهرست توسط کتابخانه مدرن فروخته می‌شود.

## فهرست

### فهرست ویراستاران
۱۰ کتاب اول این فهرست عبارتند از:
| رده | سال  | عنوان                    | نویسنده             |
| --- | ---- | ------------------------ | ------------------- |
| ۱.  | ۱۹۲۲ | اولیس                    | جیمز جویس           |
| ۲.  | ۱۹۲۵ | گتسبی بزرگ               | اف. اسکات فیتزجرالد |
| ۳.  | ۱۹۱۶ | چهرهٔ مرد هنرمند در جوانی | جیمز جویس           |
| ۴.  | ۱۹۵۵ | لولیتا                   | ولادیمیر ناباکوف    |
| ۵.  | ۱۹۳۲ | دنیای قشنگ نو            | آلدوس هاکسلی        |
| ۶.  | ۱۹۲۹ | خشم و هیاهو              | ویلیام فاکنر        |
| ۷.  | ۱۹۶۱ | کچ ۲۲                    | جوزف هلر            |
| ۸.  | ۱۹۴۰ | ظلمت در نیمروز           | آرتور کستلر         |
| ۹.  | ۱۹۱۳ | پسران و عشاق             | دی اچ لارنس         |
| ۱۰. | ۱۹۳۹ | خوشه‌های خشم              | جان استاینبک        |

### فهرست خوانندگان
این فهرست برپایه رأی‌گیری آنلاین بود. در این فهرست هفت رمان از ده تای بالای جدول توسط آین رند و ال. رون هوبارد نوشته شده. در رأی‌گیری آنلاین هر مراجع‌کننده در هر روز حق داشت یک بار رأی بدهد.
۱۰ کتاب اول این فهرست عبارتند از:
| رده | سال     | عنوان           | نویسنده            |
| --- | ------- | --------------- | ------------------ |
| ۱.  | ۱۹۵۷    | اطلس شورید      | آین رند            |
| ۲.  | ۱۹۴۳    | سرچشمه          | آین رند            |
| ۳.  | ۱۹۸۲    | میدان نبرد زمین | رون هابارد         |
| ۴.  | ۵۵–۱۹۵۴ | ارباب حلقه‌ها    | جی. آر. آر. تالکین |
| ۵.  | ۱۹۶۰    | کشتن مرغ مقلد   | هارپر لی           |
| ۶.  | ۱۹۴۹    | ۱۹۸۴            | جورج اورول         |
| ۷.  | ۱۹۳۸    | سرود            | آین رند            |
| ۸.  | ۱۹۳۶    | ما زندگان       | آین رند            |
| ۹.  | ۱۹۸۵    | مأموریت زمین    | رون هابارد         |
| ۱۰. | ۱۹۴۰    | ترس             | رون هابارد         |